# لا فيلا
لا فيلا (بالإنجليزية: La Villa, Texas)‏ هي مدينة تقع بولاية تكساس في شمال شرق الولايات المتحدة. تبلغ مساحة هذه المدينة 0.7 (كم²)، وترتفع عن سطح البحر 16 م، بلغ عدد سكانها 1305 نسمة في عام 2000 حسب إحصاء مكتب تعداد الولايات المتحدة وتصل الكثافة السكانية فيها 1880.5 نسمة/كم2.

## التركيبة السكانية
حدّد مكتب تعداد الولايات المتحدة بيانات التركيبة السكانية للا فيلا في تعداد الولايات المتحدة. في ما يلي، التركيبة السكانية حسب تعدادي 2000 و2010.

### تعداد عام 2000
بلغ عدد سكان لا فيلا 1,305 نسمة بحسب تعداد عام 2000، وبلغ عدد الأسر 323 أسرة وعدد العائلات 290 عائلة مقيمة في المدينة. في حين سجلت الكثافة السكانية 847.4 نسمة لكل كيلومتر مربع (2,194.8/ميل2). وبلغ عدد الوحدات السكنية 354 وحدة بمتوسط كثافة قدره 229.9 لكل كيلومتر مربع (595.4/ميل2).
وتوزع التركيب العرقي للمدينة بنسبة 66.67% من البيض و0.08% من الأمريكيين الأفارقة و0.38% من الأمريكيين الأصليين و0.08% من سكان جزر المحيط الهادئ و30.34% من الأعراق الأخرى و2.45% من عرقين مختلطين أو أكثر و98.08% من الهسبانيون أو اللاتينيون من أي عرق.
بلغ عدد الأسر 323 أسرة كانت نسبة 64.7% منها لديها أطفال تحت سن الثامنة عشر تعيش معهم، وبلغت نسبة الأزواج القاطنين مع بعضهم البعض 62.2% من أصل المجموع الكلي للأسر، ونسبة 25.4% من الأسر كان لديها معيلات من الإناث دون وجود شريك،  بينما كانت نسبة 2.2% من الأسر لديها معيلون من الذكور دون وجود شريكة وكانت نسبة 10.2% من غير العائلات. تألفت نسبة 9.9% من أصل جميع الأسر من عدة أفراد يعيشون في نفس المنزل ونسبة 5.6% كانت تتألف من شخص يعيش بمفرده يبلغ من العمر 65 عاماً أو أكثر. وبلغ متوسط حجم الأسرة المعيشية 4.04، أما متوسط حجم العائلات فبلغ 4.35.
بلغ العمر الوسطي للسكان 25.3 عاماً. وكانت نسبة 37.1% من القاطنين تحت سن الثامنة عشر، وكانت نسبة 12.6% بين الثامنة عشر والرابعة والعشرين عاماً، ونسبة 25.6% كانت واقعةً في الفئة العمرية ما بين الخامسة والعشرين والرابعة والأربعين عاماً، ونسبة 16.5% كانت ما بين الخامسة والأربعين والرابعة والستين، ونسبة 8.2% كانت ضمن فئة الخامسة والستين عاماً فما فوق. يوجد لكل 100 أنثى 87.5 ذكر، ويوجد لكل 100 أنثى في الثامنة عشر من عمرها فما فوق 84.1 ذكر.
بلغ متوسط دخل الأسرة في المدينة 18,333 دولارًا، أما متوسط دخل العائلة فبلغ 20,284 دولارًا. وكان متوسط دخل الذكور 14,769 دولارًا مقابل 15,682 دولارًا للإناث. وسجل دخل الفرد الخاص بالمدينة 5,432 دولارًا. وكانت نسبة 48.4% من العائلات ونسبة 47.6% من السكان تحت خط الفقر، وكان من هؤلاء نسبة 59.5% تحت سن الثامنة عشر ونسبة 35.9% في الخامسة والستين من العمر وما فوق.

### تعداد عام 2010
بلغ عدد سكان لا فيلا 1,957 نسمة بحسب تعداد عام 2010، وبلغ عدد الأسر 319 أسرة وعدد العائلات 253 عائلة مقيمة في المدينة. في حين سجلت الكثافة السكانية 1,270.8 نسمة لكل كيلومتر مربع (3,291.4/ميل2). وبلغ عدد الوحدات السكنية 356 وحدة بمتوسط كثافة قدره 231.2 لكل كيلومتر مربع (598.8/ميل2).
وتوزع التركيب العرقي للمدينة بنسبة 88.09% من البيض و0.92% من الأمريكيين الأفارقة و0.15% من الأمريكيين ذوي الأصول الآسيوية و10.02% من الأعراق الأخرى و0.82% من عرقين مختلطين أو أكثر و96.93% من الهسبانيون أو اللاتينيون من أي عرق.
بلغ عدد الأسر 319 أسرة كانت نسبة 47% منها لديها أطفال تحت سن الثامنة عشر تعيش معهم، وبلغت نسبة الأزواج القاطنين مع بعضهم البعض 48.9% من أصل المجموع الكلي للأسر، ونسبة 23.2% من الأسر كان لديها معيلات من الإناث دون وجود شريك،  بينما كانت نسبة 7.2% من الأسر لديها معيلون من الذكور دون وجود شريكة وكانت نسبة 20.7% من غير العائلات. تألفت نسبة 19.4% من أصل جميع الأسر من عدة أفراد يعيشون في نفس المنزل ونسبة 11.3% كانت تتألف من شخص يعيش بمفرده يبلغ من العمر 65 عاماً أو أكثر. وبلغ متوسط حجم الأسرة المعيشية 3.68، أما متوسط حجم العائلات فبلغ 4.26.
بلغ العمر الوسطي للسكان 32.2 عاماً. وكانت نسبة 18.4% من القاطنين تحت سن الثامنة عشر، وكانت نسبة 13.4% بين الثامنة عشر والرابعة والعشرين عاماً، ونسبة 42% كانت واقعةً في الفئة العمرية ما بين الخامسة والعشرين والرابعة والأربعين عاماً، ونسبة 18.5% كانت ما بين الخامسة والأربعين والرابعة والستين، ونسبة 7.6% كانت ضمن فئة الخامسة والستين عاماً فما فوق. وتوزع التركيب الجنسي للسكان بنسبة 66.8% ذكور و33.2% إناث.

## وصلات خارجية
- The US50 - Cities and Towns in Texas State